# 後藤禎一
後藤禎一（1959年1月23日—）是一位日本企業高管。生于富山縣。1983年从關西學院大學社会学系毕业后，加入富士胶片。起初他主要在日本销售照相機。1994年被派往越南，之後又在新加坡和中国工作了17年。2013年成為富士膠片医疗領域的負責人。2018年成為富士膠片董事，2021年6月出任富士膠片代表董事兼社長。